# 北海道長万部高等学校
北海道長万部高等学校（ほっかいどうおしゃまんべこうとうがっこう、英: Hokkaido Oshamanbe High School）は、北海道山越郡長万部町にある公立（道立）の高等学校。

## 沿革
- 1950年 北海道八雲高等学校長万部分校として設置が認可される。長万部分校開校式並びに第1回定時制課程入学式を挙行する。
- 1951年 長万部町立北海道長万部高等学校として独立する。校歌を制定する。 校章と校旗を制定する。
- 1952年 普通科全日制が開設。
- 1954年 道立に移管される。
- 1976年 昭和51年度高体連ソフトテニス地区大会（渡島・檜山地区）団体男子が第二位を記録。全道大会へ出場。
- 1985年 普通科定時制を廃止。
- 2005年 長万部町立長万部中学校と連携型中高一貫教育を開始。北海道初の高等学校における給食事業開始。
- 2011年 商業科募集停止。
- 2016年 八雲高等学校をセンター校とする地域キャンパス校に指定。
- 2017年 平成30年度までの2年間、文部科学省の小中連携事業における研究指定校に指定。研究主題は「校種間の円滑な接続を核として、社会に開かれた教育課程の編成、指導方法の工夫・改善や世代を超えた人づくりを町づくりにつなげる組織体制・運営の確立に関する研究」である。
- 2020年 創立70周年を迎える。
- 2021年 長万部高校の生徒7名を主体とした新幹線デザイン検討委員会を開催。北海道長万部高等学校創立70周年記念式典を開催。

## 部活動
- バレーボール部
- 卓球部
- 吹奏楽部
- 軽音楽部
- 総合文化部
- 地域活動部
- 柔道同好会

## 町からの支援
長万部高校では長万部町からの生徒全員に適用される支援を受けている。また、町内に東京理科大学長万部キャンパスがある関係で、国公立大学の他に東京理科大学へ進学する生徒への支援も受けている。

### 全生徒に対する支援
- 制服代全額補助（1人あたり4万〜5万円）
- 通学定期券全額補助（1人あたり4万〜5万円）
- 公務員対策校内講座（無料で受講）
- 各種検定料金3割補助
- 無料スクールバス

### 国公立大学・東京理科大学へ進学する生徒への支援
- 長万部町奨学金（授業料の1/2を給付、授業料の1/2を無利子貸与）

## アクセス
- JR函館本線・室蘭本線長万部駅より徒歩23分
- バス函館バス･ニセコバス長万部温泉入口停留所から徒歩

## 校歌
- 作詞:田川賢蔵
- 作曲:津田 甫

## 著名な卒業生
- 仁木恭平（お笑い芸人、ケビンス）